# ハイビジョンアニメシリーズ
ハイビジョンアニメシリーズは、2009年3月31日から2011年3月27日までNHK BShiで放送されたテレビアニメ番組枠の名称である。

## 概要
NHK BShiに設けられたハイビジョン作品専門のアニメ再放送枠であった。

## 放送時間
- 2009年度：日曜 08:00 - 08:50、火 - 金曜 19:00 - 20:00
- 2010年度：日曜 08:00 - 10:00、月 - 火曜 18:00 - 18:55

## 2009年度 放送作品
火曜19時00分枠
- スター・ウォーズ/クローン・ウォーズ
  - 2009年03月31日 - 2009年09月08日 第1期
- 精霊の守り人
  - 2009年09月15日 - 2010年03月02日

火曜19時25分枠
- 火の鳥
  - 2009年03月31日 - 2009年06月23日
- ふたつのスピカ
  - 2009年06月30日 - 2009年11月24日
- スポンジ・ボブ
  - 2009年12月01日 - 2010年02月16日
- 精霊の守り人
  - 2010年02月23日 - 2010年03月02日

火曜19時台枠 単発作品
- 2010年3月09日 茄子 アンダルシアの夏
- 2010年3月16日 川の光

水曜19時00分枠
- アガサ・クリスティーの名探偵ポワロとマープル
  - 2009年04月01日 - 2010年02月10日
- 無人惑星サヴァイヴ
  - 2010年02月17日 - 2010年03月24日

水曜19時25分枠
- 無人惑星サヴァイヴ
  - 2009年04月01日 - 2010年03月24日

木曜19時00分枠
- カードキャプターさくら
  - 2009年04月02日 - 2010年01月14日
- 電脳コイル
  - 2010年01月21日 - 2010年03月11日

木曜19時25分枠
- アリソンとリリア
  - 2009年04月02日 - 2009年11月05日
- 電脳コイル
  - 2009年11月12日 - 2010年03月18日

木曜19時台枠 単発作品
- 2010年3月18日 きみのおうちへ LOST and found
- 2010年3月25日 忍たま乱太郎 15年スペシャル「ドクタケ温泉の段」

金曜19時00分枠
- 今日からマ王!
  - 2009年04月03日 - 2010年03月26日

金曜19時25分枠
- 彩雲国物語
  - 2009年04月03日 - 2010年02月12日 第1期
  - 2010年02月19日 - 2010年03月26日 第2期

火 - 金曜19時50分枠　
- おじゃる丸
  - 2009年03月31日 - 2010年03月26日

日曜08時00分枠（2話連続）
- メジャー
  - 2009年04月05日 - 2009年06月28日 第1期
  - 2009年07月05日 - 2009年09月27日 第2期
  - 2009年10月04日 - 2009年12月27日 第3期
  - 2010年01月03日 - 2010年03月28日 第4期

## 2010年度 放送作品
日曜08時00分枠
- メジャー
  - 2010年04月04日 - 2010年09月19日 第5期
  - 2010年09月26日 - 2011年03月27日 第6期

日曜08時25分枠
- エレメントハンター
  - 2010年04月04日 - 2010年12月26日
- スポンジ・ボブ
  - 2011年01月09日 - 2011年03月27日

日曜09時00分枠
- スター・ウォーズ/クローン・ウォーズ
  - 2010年04月04日 - 2010年08月29日 第2期
- ザ・ペンギンズ from マダガスカル
  - 2010年09月12日 - 2011年03月20日

日曜09時25分枠
- GIANT KILLING
  - 2010年04月04日 - 2010年09月26日
- こばと。
  - 2010年10月03日 - 2011年03月27日

月曜18時00分枠
- カードキャプターさくら
  - 2010年04月05日 - 2010年11月29日

月曜18時25分枠
- 彩雲国物語
  - 2010年04月05日 - 2010年11月22日 第2期

火曜18時00分枠（2話連続）
- 今日からマ王!
  - 2010年04月06日 - 2010年12月07日

ミニアニメ
- おじゃる丸
  - 2010年04月04日 - 2011年03月27日 日曜08時50分枠
- ヒゲぴよ
  - 2010年04月04日 - 2011年03月27日 日曜09時50分枠
- どーもTVシリーズ
  - 2010年04月04日 - 2010年09月26日 日曜09時55分枠、火曜18時50分枠
- ぜんまいざむらい
  - 2010年04月05日 - 2010年09月27日 月曜18時50分枠
  - 2010年09月28日 - 2011年03月27日 日曜09時55分枠、月曜18時50分枠、火曜18時50分枠

## 過去のアニメ放送枠

### 試験放送
ハイビジョン実用化試験放送（アナログBS-9ch）で放送されたアニメ作品を列挙する。
1994年度 - 1997年度
- 忍たま乱太郎（1994年度）
- ゴール!フィールドハンター（1994年度 - 1995年度）
- ウルトラマンキッズ 母をたずねて3000万光年（1995年度）
- カラオケ戦士マイク次郎（1995年度）
- あずきちゃん（1996年度）
- 飛べ!イサミ（1996年度 - 1997年度）
- YAT安心!宇宙旅行（1997年度）
- 忍たま乱太郎（1997年度）
- ヤンボウ ニンボウ トンボウ（1997年度）

月 - 土曜09時30分枠
- ヤンボウ ニンボウ トンボウ
  - 1998年04月06日 - 1998年05月13日
- 飛べ!イサミ
  - 1998年05月14日 - 1998年05月30日
- あずきちゃん
  - 1998年06月01日 - 1998年07月15日
- 飛べ!イサミ
  - 1998年07月16日 - 1998年09月12日
- あずきちゃん
  - 1998年09月14日 - 1998年10月31日
- ヤンボウ ニンボウ トンボウ
  - 1998年11月02日 - 1998年12月19日
- ゴール!フィールドハンター
  - 1998年12月21日 - 1999年02月13日
- 忍たま乱太郎
  - 1999年02月15日 - 1999年03月24日

月 - 金曜08時30分枠
- カードキャプターさくら
  - 1999年04月05日 - 1999年05月26日
- 忍たま乱太郎
  - 1999年05月27日 - 1999年06月15日
- あずきちゃん
  - 1999年06月16日 - 1999年10月22日
- YAT安心!宇宙旅行
  - 1999年10月25日 - 2000年02月07日
- カードキャプターさくら
  - 2000年02月08日 - 2000年03月27日

金曜09時30分枠
- コレクター・ユイ
  - 2000年04月07日 - 2000年11月10日

### NHK BShi 午前枠
金曜10時35分枠
- カードキャプターさくら
  - 2000年12月15日 - 2001年09月28日
- だぁ!だぁ!だぁ!
  - 2001年10月05日 - 2002年03月22日

金曜10時30分枠
- だぁ!だぁ!だぁ!
  - 2002年04月05日 - 2003年03月14日

日曜07時40分枠
- だぁ!だぁ!だぁ!
  - 2003年04月06日 - 2003年08月10日
- カスミン
  - 2003年08月24日 - 2005年05月29日
- コレクター・ユイ
  - 2005年06月05日 - 2005年12月25日
- アガサ・クリスティーの名探偵ポワロとマープル
  - 2006年01月08日 - 2006年04月02日

### NHK BShi 夜間枠
土曜22時30分枠
- 十二国記
  - 2003年04月05日 - 2004年03月20日

金曜19時30分枠
- 火の鳥
  - 2004年04月16日 - 2004年09月10日
- SAMURAI 7
  - 2004年10月01日 - 2005年03月25日

月曜19時30分枠
- SAMURAI 7
  - 2005年03月28日 - 2005年05月02日
- プラネテス
  - 2005年05月09日 - 2006年01月09日
- 火の鳥
  - 2006年01月16日 - 2006年03月27日（28日）